# 斗山镇
斗山镇，是中华人民共和国广东省江门市台山市下辖的一个乡镇级行政单位。斗山镇是香港前財政司長曾俊華的祖籍地。大廣海灣經濟區涵蓋範圍。

## 行政区划
斗山镇下辖以下地区：
斗山圩社区、西乔村、福场村、秀墩村、大湾村、中礼村、莲洲村、西栅村、浮石村、田稠村、曹厚村、横江村、唐美村、六福村、安南村、五福村、其乐村、墩头村和那洲村和江潮村。